# 제리 샌더스 (정치인)
제리 샌더스 (Gerald Robert "Jerry" Sanders, 1950년 7월 14일 ~ )는 공화당 정치인, 캘리포니아주, 샌디에이고의 시장, 전 경찰서장이다.

## 개인 삶
샌더스는 1950년 캘리포니아주, 산페드로에서 태어났다. 샌디에이고 주립대학교를 다녔으며 시그마 알파 입실론 클럽의 회원이었다. 현재 부인 라나 샘프손과 함께 켄싱톤 근교에 산다. 부인과 사이에 제니퍼, 리사, 제이미를 두었다. 형 톰 샌더스는 프로덕션 디자이너로서 오스카 후보에 올랐었다.

## 샌디에이고 경찰
샌디에이고 주립대학교 고학년 때 샌디에이고 경찰서의 경찰관이 되었다. 1973년부터 1999년까지 26년동안 경찰관으로 재직했으며, 특히 1993년부터 1999년까지 경찰서장의 자리에 있었다. 1984년 샌이시드로 맥도날드 학살 사건 때 샌디에이고 SWAT 팀을 지휘했으며, 21명의 사망을 초래한 비극으로 인해 샌디에이고 멕시코계 미국인 사회에 좋지 않은 인상을 심어주었다. 서장 재직 동안, 그와 직원들은 활발한 치안활동으로 전국적인 명성을 얻었으며, 범죄율을 40%이상 감소시켰다.

## 참고
1. ↑  http://www.examiner.com/x-3914-San-Diego-Film-Industry-Examiner~y2009m3d3-The-Hollywood-Reporter-gives-kudos-to-San-Diego-and-Mayor-Sanders-returns-the-favor
2. ↑  Múñoz, Daniel (2005년 8월 19일). “Former San Diego Police Chief Jerry Sanders Unfit to be Mayor”. 《La Prensa San Diego》 (La Prensa). 2012년 4월 18일에 원본 문서에서 보존된 문서. 2007년 7월 9일에 확인함.